# Ivan Rakitić
Ivan Rakitić, född 10 mars 1988 i Rheinfelden i Schweiz, är en kroatisk fotbollsspelare som senast spelade som mittfältare för HNK Hajduk Split. 

## Klubbkarriär

### Sevilla
Inför säsongen 2013/14 blev Rakitić utsedd till lagkapten i Sevilla.

### FC Barcelona
Samtidigt som Världsmästerskapen i fotboll var i full gång i Brasilien gjorde FC Barcelona klart med sin nya värvning. Man skrev den 16 juni 2014 på sin hemsida att Rakitic skrivit på för fem år i den katalanska storklubben. Under sin första säsong vann han trippeln och spelade oftast som ordinarie på mittfältet bredvid Andres Iniesta och Sergio Busquets. Han gjorde dessutom första målet i Champions League-finalen mot Juventus där Barcelona vann med 3-1.

### Återkomst i Sevilla
Den 1 september 2020 återvände Rakitić till Sevilla, där han skrev på ett fyraårskontrakt.

## Landslagskarriär
Rakitić var med i landslagstruppen när Kroatien besegrades av Turkiet i kvartsfinalen av EM 2008 i Schweiz och Österrike. Han var en av tre kroatiska spelare som misslyckades med att göra mål under den avgörande straffläggningen. 
Rakitić lade två avgörande straffar under Världsmästerskapet i fotboll 2018 i Ryssland. Han skickade Kroatien vidare mot Danmark i åttondelsfinalen och mot Ryssland i kvartsfinalen. Rakitić tog silver i VM-turneringen med Kroatien i Världsmästerskapet i fotboll 2018. Rakitić utsågs också till en av mästerskapets bästa mittfältare.

## Meriter

### FC Schalke 04
- DFB-Pokal: 2010/2011

### Sevilla FC
- Uefa Europa League: 2013/2014, 2022/2023

### FC Barcelona
- La Liga: 2014/2015, 2015/2016, 2017/2018, 2018/2019
- Uefa Champions League: 2014/2015
- Copa del Rey: 2014/2015, 2015/2016, 2016/2017, 2017/2018
- Supercopa de España: 2016, 2018
- Uefa Super Cup: 2015
- Världsmästerskapet i fotboll för klubblag: 2015

### Landslag
Kroatien
- VM-silver: 2018